# Xipholasioptera ensata
Xipholasioptera ensata är en tvåvingeart som beskrevs av Gagne 1995. Xipholasioptera ensata ingår i släktet Xipholasioptera och familjen gallmyggor.
Artens utbredningsområde är Texas. Inga underarter finns listade i Catalogue of Life.